# Postredectes harranaensis
Postredectes harranaensis è un pesce osseo estinto, appartenente agli ittiodectiformi. Visse nel Cretaceo superiore (Maastrichtiano, circa 70 - 66 milioni di anni fa) e i suoi resti fossili sono stati ritrovati in Giordania.

## Descrizione
Questo pesce è noto grazie a un fossile comprendente il cranio, le pinne pettorali, cinque vertebre cervicali e alcune scaglie. Il solo cranio era lungo oltre 17 centimetri; grazie al raffronto con animali simili conosciuti in modo più completo, si suppone che Postredectes fosse lungo circa 1,2 - 1,5 metri, e che possedesse un corpo slanciato. 
Postredectes era caratterizzato dall'assenza di grandi zanne premascellari, tipiche invece di altri ittiodectiformi evoluti quali Xiphactinus o Ichthyodectes. I denti premascellari, mascellari e della mandibola erano acuminati e dotati di due carene, e occupavano alveoli sia nella premascella che nella mascella. I denti della mandibola erano lunghi tre volte quelli presenti nella premascella e nella mascella.

## Classificazione
Postredectes è uno degli ultimi membri noti degli ittiodectiformi, un gruppo di pesci attinotterigi solitamente di abitudini predatorie, considerati teleostei basali. Postredectes, per alcune caratteristiche, richiama i saurodontidi (ittiodectiformi dotati di una mandibola terminante in un rostro), ma è stato ascritto alla famiglia Ichthyodectidae, della quale è considerato un rappresentante atipico.
Postredectes (il cui nome significa "ultimo ittiodectide") è stato descritto da Hani Kaddumi nel 2009, sulla base di un fossile ritrovato nella zona di Harrana, in Giordania.